# Liste der denkmalgeschützten Objekte in Illmitz
Die Liste der denkmalgeschützten Objekte in Illmitz enthält die 9 denkmalgeschützten, unbeweglichen Objekte der Gemeinde Illmitz (Bezirk Neusiedl am See).

## Denkmäler
| Foto |                 | Denkmal                                                              | Standort                                      | Beschreibung | Metadaten |
| ---- | --------------- | -------------------------------------------------------------------- | --------------------------------------------- | --- | --- |
| ja   | Datei hochladen | Bauernhaus, Heimathaus HERIS-ID: 9926 Objekt-ID: 5977                | Florianigasse 8 Standort KG: Illmitz          | Traufständiger eingeschoßiger Bau mit barockisiertem Volutengiebel und Schilfrohrdach. | BDA-Hist.: Q38052648 Status: Bescheid Stand der BDA-Liste: 2025-06-30 Name: Bauernhaus, Heimathaus GstNr.: 1007/5                                            |
| ja   | Datei hochladen | Kriegerdenkmal mit Pietà HERIS-ID: 9930 Objekt-ID: 5981              | bei Hauptplatz 9 Standort KG: Illmitz         | Denkmal zu Ehren der Vermissten und Gefallenen des I. und II. Weltkrieges. Im Zentrum eine Vesperbildgruppe (Pietà) auf breitem Sockel; datiert mit 1757 und 1761. | BDA-Hist.: Q38052769 Status: § 2a Stand der BDA-Liste: 2025-06-30 Name: Kriegerdenkmal mit Pietà GstNr.: 375/3 Kriegerdenkmal und Pietà Illmitz              |
| ja   | Datei hochladen | Lichtsäule HERIS-ID: 9933 Objekt-ID: 5984                            | bei Obere Hauptstraße 75 Standort KG: Illmitz | Ein Tabernakelpfeiler mit moderner Marienfigur; datiert mit 1613 oder 1633. | BDA-Hist.: Q38052826 Status: Bescheid Stand der BDA-Liste: 2025-06-30 Name: Lichtsäule GstNr.: 1665/1                                                        |
| ja   | Datei hochladen | Schutzengelkreuz HERIS-ID: 9929 Objekt-ID: 5980                      | gegenüber Triftgasse 22 Standort KG: Illmitz  | Aus dem 18. Jahrhundert, Figur aus dem 19. Jahrhundert. | BDA-Hist.: Q38052735 Status: § 2a Stand der BDA-Liste: 2025-06-30 Name: Schutzengelkreuz GstNr.: 3135 Schutzengelkreuz Illmitz                               |
| ja   | Datei hochladen | Figurenbildstock, Madonna mit Kind HERIS-ID: 9932 Objekt-ID: 5983    | Untere Hauptstraße Standort KG: Illmitz       | Maria mit Kind als derbe Steinfigur mit Kürbiskrone aus dem 18. Jahrhundert. | BDA-Hist.: Q38052816 Status: § 2a Stand der BDA-Liste: 2025-06-30 Name: Figurenbildstock, Madonna mit Kind GstNr.: 376 Figurenbildstock Madonna Illmitz      |
| ja   | Datei hochladen | Kath. Pfarrkirche hl. Bartholomäus HERIS-ID: 9925 Objekt-ID: 5976    | Untere Hauptstraße 1 Standort KG: Illmitz     | Ein spätbarocker Sakralbau, der von 1775 bis 1792 errichtet wurde. 1977/78 wurde nach den Plänen der Architekten Klaus Becker und Erich Eberstaller ein moderner Neubau an der Nordseite der barocken Kirche angebaut und ein Durchgang zwischen den beiden geschaffen. | BDA-Hist.: Q23689793 Status: Bescheid Stand der BDA-Liste: 2025-06-30 Name: Kath. Pfarrkirche hl. Bartholomäus GstNr.: 93/5, 93/1, 94 Pfarrkirche Illmitz    |
| ja   | Datei hochladen | Figurenbildstock hl. Johannes Nepomuk HERIS-ID: 9931 Objekt-ID: 5982 | bei Untere Hauptstraße 1 Standort KG: Illmitz | Die Nepomuksäule steht im nordwestlichen Zwickel der Pfarrkirche Illmitz zwischen dem Langhaus der alten Kirche und dem Neubau. Ursprünglich war der Bildstock vor dem Pfarrhof aufgestellt. Die Statue steht auf einem erneuerten würfelförmigen Sockel. Die rezent polychromierte Steinstatue des heiligen Johannes Nepomuk stammt aus der zweiten Hälfte des 18. Jahrhunderts. | BDA-Hist.: Q38052803 Status: § 2a Stand der BDA-Liste: 2025-06-30 Name: Figurenbildstock hl. Johannes Nepomuk GstNr.: 94 Statue of John of Nepomuk (Illmitz) |
| ja   | Datei hochladen | Pest-/Dreifaltigkeitssäule HERIS-ID: 9928 Objekt-ID: 5979            | bei Zwischen den Reben 1 Standort KG: Illmitz | Säule zu Ehren der Dreifaltigkeit sowie des hl. Erzengel Michael und zum Andenken an Michael Wüger 1916 errichtet. | BDA-Hist.: Q38052685 Status: § 2a Stand der BDA-Liste: 2025-06-30 Name: Pest-/Dreifaltigkeitssäule GstNr.: 1223/2 Dreifaltigkeitssäule Illmitz               |
| ja   | Datei hochladen | Figurenbildstock Maria Immaculata HERIS-ID: 210340seit 2022          | Standort KG: Illmitz                          | | BDA-Hist.: Q112898494 Status: Bescheid Stand der BDA-Liste: 2025-06-30 Name: Figurenbildstock Maria Immaculata GstNr.: 2716                                  |